# Unomattina
Unomattina, talvolta indicato come Uno Mattina o 1 Mattina, è un programma televisivo italiano di genere rotocalco, talk show e contenitore, in onda dal 1986 su Rai 1. Il programma viene trasmesso dallo Studio 3 del CPTV Rai di Saxa Rubra a Roma e va in onda dal lunedì al venerdì dalle 8:30 alle 9:50. Fino al 2022, il programma era realizzato in collaborazione con il TG1. Dal 2022, il programma è realizzato dalla direzione Intrattenimento Day Time della Rai.
Fra i conduttori storici di Unomattina si ricordano il giornalista Luca Giurato, presente in totale per 10 edizioni, e Livia Azzariti, volto femminile per 10 stagioni consecutive. La sigla è di Franco Godi su testo di Michele Guardì e Giorgio Calabrese. Dal 2023 il programma è condotto da Massimiliano Ossini e Daniela Ferolla e la regia è di Fabrizio Settimio.
Dal 1992 va in onda anche nei mesi estivi con il titolo di Unomattina Estate. Dal 2002 al 2004, nella stagione 2009-2010 e nell'estate 2011 andava in onda anche nei fine settimana con il titolo Unomattina Sabato e Domenica oppure Unomattina Weekend. Dal 2010, al posto della versione del week-end, va in onda Unomattina in famiglia, programma gestito da un'altra struttura.

## Storia
Il programma, in onda dal 22 dicembre 1986, è stato originariamente creato in seguito alla programmazione ininterrotta delle reti concorrenti per dare inizio alla programmazione di Rai 1. La prima puntata andò in onda il 22 dicembre 1986 alle 7:20, diventando il primo contenitore mattutino in diretta della televisione italiana.
Nella prima puntata del programma, i conduttori di programmi simili a Unomattina trasmessi da NBC, Antenne 2 e BBC inviarono i loro auguri al programma.
Fin dagli esordi la trasmissione e fino al 2022 è stata realizzata in collaborazione con il TG1. Ogni coppia di conduttori era infatti equamente divisa tra la rete e il telegiornale. Nelle prime cinque edizioni vi era anche il collegamento con il GR2 Radiomattino, i cui giornalisti leggevano i titoli delle principali notizie della giornata anche in video.
Caratteristico del programma è l'orologio digitale in sovrimpressione accompagnato dal logo della trasmissione.
Il 3 gennaio 2014, in occasione del 60º compleanno della Rai, il programma venne condotto da Livia Azzariti e Paolo Di Giannantonio con la partecipazione di numerosi ospiti fra cui gli ex conduttori Luca Giurato e Piero Badaloni.
Il 22 dicembre 2016 la puntata è in parte dedicata ai 30 anni del programma. Vi partecipano, oltre ai conduttori di tutti i segmenti della stagione (Franco Di Mare, Francesca Fialdini, Eleonora Daniele ed Elisa Isoardi), anche alcuni dei volti storici del programma come Luca Giurato, Livia Azzariti, Elisabetta Gardini, Piero Badaloni, Ludovico Di Meo, Duilio Giammaria, Alessio Zucchini; inoltre interviene in collegamento telefonico Papa Francesco.
Dal 25 marzo al 18 maggio 2020, sempre per via dell'emergenza COVID-19, va in onda all'interno del programma tutti i giorni dalle 7:00 alle 7:45 la Santa Messa presieduta da Papa Francesco. Le messe hanno registrato ascolti record con la media di 1 251 000 telespettatori e il 24,12% di share.
Dal 14 settembre 2021 l'edizione invernale del programma, come già accaduto per quella estiva, posticipa l'inizio alle 7:10.
Dal 24 febbraio 2022 il programma posticipa ulteriormente l'inizio alle 9:05 per lasciare spazio agli aggiornamenti sull'invasione russa dell'Ucraina del 2022 a cura del TG1. Pochi giorni dopo, l'8 marzo, cessa anche la collaborazione con la testata.
Dal 12 settembre 2022, con il ritorno dell'edizione invernale, il programma cambia completamente formula: abbandonata ormai la collaborazione con il TG1, passa dalla classica doppia conduzione alla conduzione singola di Massimiliano Ossini e riduce la durata a 45 minuti, rispetto alle quasi quattro ore di diretta delle precedenti edizioni.
Dall'11 settembre 2023 il confermato Massimiliano Ossini viene affiancato da Daniela Ferolla, sancendo così il ritorno alla doppia conduzione. Inoltre la durata del programma aumenta a 65 minuti, riacquistando quasi mezz'ora rispetto all'edizione precedente.

## Edizioni
| Edizione | Periodo           | Periodo        | Conduttori          | Conduttori          | Conduttori            | Conduttori          | Conduttori              | Co-conduttori         | Co-conduttori         | Co-conduttori      | Studio di registrazione                                    |
| Edizione | Inizio            | Fine           | Conduttori          | Conduttori          | Conduttori            | Conduttori          | Conduttori              | Co-conduttori         | Co-conduttori         | Co-conduttori      | Studio di registrazione                                    |
| -------- | ----------------- | -------------- | ------------------- | ------------------- | --------------------- | ------------------- | ----------------------- | --------------------- | --------------------- | ------------------ | ---------------------------------------------------------- |
| 1ª       | 22 dicembre 1986  | 26 giugno 1987 | Piero Badaloni      | Piero Badaloni      | Piero Badaloni        | Elisabetta Gardini  | Elisabetta Gardini      | I conduttori del GR2  | I conduttori del GR2  | –                  | Studio 5 del Centro di produzione Rai di Via Teulada, Roma |
| 2ª       | 21 settembre 1987 | 24 giugno 1988 | Piero Badaloni      | Piero Badaloni      | Piero Badaloni        | Livia Azzariti      | Livia Azzariti          | I conduttori del GR2  | I conduttori del GR2  | –                  | Studio 5 del Centro di produzione Rai di Via Teulada, Roma |
| 3ª       | 19 settembre 1988 | 30 giugno 1989 | Piero Badaloni      | Piero Badaloni      | Puccio Corona         | Livia Azzariti      | Livia Azzariti          | I conduttori del GR2  | I conduttori del GR2  | Beppe Bigazzi      | Studio 5 del Centro di produzione Rai di Via Teulada, Roma |
| 4ª       | 18 settembre 1989 | 29 giugno 1990 | Puccio Corona       | Puccio Corona       | Puccio Corona         | Livia Azzariti      | Livia Azzariti          | I conduttori del GR2  | I conduttori del GR2  | –                  | Studio 5 del Centro di produzione Rai di Via Teulada, Roma |
| 5ª       | 17 settembre 1990 | 28 giugno 1991 | Puccio Corona       | Puccio Corona       | Puccio Corona         | Livia Azzariti      | Livia Azzariti          | Enrico Papi           | Enrico Papi           | Beppe Bigazzi      | Studio 3 del Centro di produzione Rai di Saxa Rubra, Roma  |
| 6ª       | 23 settembre 1991 | 19 giugno 1992 | Puccio Corona       | Puccio Corona       | Puccio Corona         | Livia Azzariti      | Livia Azzariti          | Enrico Papi           | Enrico Papi           | –                  | Studio 3 del Centro di produzione Rai di Saxa Rubra, Roma  |
| 7ª       | 21 settembre 1992 | 18 giugno 1993 | Puccio Corona       | Puccio Corona       | Paolo Di Giannantonio | Livia Azzariti      | Livia Azzariti          | Enrico Papi           | Enrico Papi           | –                  | Studio 3 del Centro di produzione Rai di Saxa Rubra, Roma  |
| 8ª       | 27 settembre 1993 | 17 giugno 1994 | Puccio Corona       | Puccio Corona       | Puccio Corona         | Livia Azzariti      | Livia Azzariti          | Pino Strabioli        | Pino Strabioli        | –                  | Studio 3 del Centro di produzione Rai di Saxa Rubra, Roma  |
| 9ª       | 26 settembre 1994 | 16 giugno 1995 | Luca Giurato        | Luca Giurato        | Luca Giurato          | Livia Azzariti      | Livia Azzariti          | Pino Strabioli        | Pino Strabioli        | –                  | Studio 3 del Centro di produzione Rai di Saxa Rubra, Roma  |
| 10ª      | 25 settembre 1995 | 14 giugno 1996 | Luca Giurato        | Luca Giurato        | Luca Giurato          | Livia Azzariti      | Livia Azzariti          | Pino Strabioli        | Pino Strabioli        | Beppe Bigazzi      | Studio 3 del Centro di produzione Rai di Saxa Rubra, Roma  |
| 11ª      | 23 settembre 1996 | 6 giugno 1997  | Ludovico Di Meo     | Stefano Ziantoni    | Maria Teresa Ruta     | Livia Azzariti      | Melba Ruffo di Calabria | Pino Strabioli        | Pino Strabioli        | Beppe Bigazzi      | Studio 3 del Centro di produzione Rai di Saxa Rubra, Roma  |
| 12ª      | 22 settembre 1997 | 29 maggio 1998 | Maurizio Losa       | Maurizio Losa       | Maurizio Losa         | Antonella Clerici   | Antonella Clerici       | –                     | –                     | Beppe Bigazzi      | Studio 3 del Centro di produzione Rai di Saxa Rubra, Roma  |
| 13ª      | 21 settembre 1998 | 28 maggio 1999 | Luca Giurato        | Luca Giurato        | Luca Giurato          | Antonella Clerici   | Antonella Clerici       | Cristiano Malgioglio  | Cristiano Malgioglio  | Beppe Bigazzi      | Studio 3 del Centro di produzione Rai di Saxa Rubra, Roma  |
| 14ª      | 27 settembre 1999 | 2 giugno 2000  | Luca Giurato        | Luca Giurato        | Luca Giurato          | Paola Saluzzi       | Paola Saluzzi           | –                     | –                     | Beppe Bigazzi      | Studio 3 del Centro di produzione Rai di Saxa Rubra, Roma  |
| 15ª      | 18 settembre 2000 | 1º giugno 2001 | Luca Giurato        | Luca Giurato        | Luca Giurato          | Paola Saluzzi       | Paola Saluzzi           | –                     | –                     | –                  | Studio 3 del Centro di produzione Rai di Saxa Rubra, Roma  |
| 16ª      | 17 settembre 2001 | 31 maggio 2002 | Luca Giurato        | Luca Giurato        | Luca Giurato          | Paola Saluzzi       | Paola Saluzzi           | –                     | –                     | –                  | Studio 3 del Centro di produzione Rai di Saxa Rubra, Roma  |
| 17ª      | 16 settembre 2002 | 30 maggio 2003 | Luca Giurato        | Luca Giurato        | Luca Giurato          | Roberta Capua       | Roberta Capua           | –                     | –                     | –                  | Studio 3 del Centro di produzione Rai di Saxa Rubra, Roma  |
| 18ª      | 15 settembre 2003 | 28 maggio 2004 | Marco Franzelli     | Marco Franzelli     | Marco Franzelli       | Roberta Capua       | Roberta Capua           | Caterina Balivo       | –                     | –                  | Studio 3 del Centro di produzione Rai di Saxa Rubra, Roma  |
| 19ª      | 20 settembre 2004 | 3 giugno 2005  | Franco Di Mare      | Franco Di Mare      | Franco Di Mare        | Sonia Grey          | Sonia Grey              | Caterina Balivo       | Eleonora Daniele      | Enza Sampò         | Studio 3 del Centro di produzione Rai di Saxa Rubra, Roma  |
| 20ª      | 12 settembre 2005 | 2 giugno 2006  | Luca Giurato        | Luca Giurato        | Luca Giurato          | Eleonora Daniele    | Eleonora Daniele        | Monica Maggioni       | Monica Maggioni       | Monica Maggioni    | Studio 3 del Centro di produzione Rai di Saxa Rubra, Roma  |
| 21ª      | 18 settembre 2006 | 1º giugno 2007 | Luca Giurato        | Luca Giurato        | Luca Giurato          | Eleonora Daniele    | Eleonora Daniele        | Elisa Anzaldo         | Elisa Anzaldo         | Nicoletta Manzione | Studio 3 del Centro di produzione Rai di Saxa Rubra, Roma  |
| 22ª      | 17 settembre 2007 | 30 maggio 2008 | Luca Giurato        | Luca Giurato        | Luca Giurato          | Eleonora Daniele    | Eleonora Daniele        | Elisa Anzaldo         | Elisa Anzaldo         | Duilio Giammaria   | Studio 3 del Centro di produzione Rai di Saxa Rubra, Roma  |
| 23ª      | 15 settembre 2008 | 29 maggio 2009 | Michele Cucuzza     | Michele Cucuzza     | Michele Cucuzza       | Eleonora Daniele    | Eleonora Daniele        | Bruno Mobrici         | Bruno Mobrici         | Cinzia Fiorato     | Studio 3 del Centro di produzione Rai di Saxa Rubra, Roma  |
| 24ª      | 14 settembre 2009 | 28 maggio 2010 | Michele Cucuzza     | Michele Cucuzza     | Michele Cucuzza       | Eleonora Daniele    | Eleonora Daniele        | Stefano Ziantoni      | Stefano Ziantoni      | Stefano Ziantoni   | Studio 3 del Centro di produzione Rai di Saxa Rubra, Roma  |
| 25ª      | 13 settembre 2010 | 27 maggio 2011 | Michele Cucuzza     | Michele Cucuzza     | Michele Cucuzza       | Eleonora Daniele    | Eleonora Daniele        | Franco Di Mare        | Franco Di Mare        | Franco Di Mare     | Studio 3 del Centro di produzione Rai di Saxa Rubra, Roma  |
| 26ª      | 12 settembre 2011 | 1º giugno 2012 | Franco Di Mare      | Franco Di Mare      | Franco Di Mare        | Elisa Isoardi       | Elisa Isoardi           | –                     | –                     | –                  | Studio 3 del Centro di produzione Rai di Saxa Rubra, Roma  |
| 27ª      | 10 settembre 2012 | 31 maggio 2013 | Franco Di Mare      | Franco Di Mare      | Franco Di Mare        | Elisa Isoardi       | Elisa Isoardi           | Paolo Di Giannantonio | Paolo Di Giannantonio | –                  | Studio 3 del Centro di produzione Rai di Saxa Rubra, Roma  |
| 28ª      | 9 settembre 2013  | 30 maggio 2014 | Duilio Giammaria    | Duilio Giammaria    | Duilio Giammaria      | Elisa Isoardi       | Elisa Isoardi           | Paolo Di Giannantonio | Paolo Di Giannantonio | Livia Azzariti     | Studio 3 del Centro di produzione Rai di Saxa Rubra, Roma  |
| 29ª      | 8 settembre 2014  | 29 maggio 2015 | Franco Di Mare      | Franco Di Mare      | Franco Di Mare        | Francesca Fialdini  | Francesca Fialdini      | Antonia Varini        | Antonia Varini        | Umberto Broccoli   | Studio 3 del Centro di produzione Rai di Saxa Rubra, Roma  |
| 30ª      | 7 settembre 2015  | 27 maggio 2016 | Franco Di Mare      | Franco Di Mare      | Franco Di Mare        | Francesca Fialdini  | Francesca Fialdini      | Antonia Varini        | Antonia Varini        | Umberto Broccoli   | Studio 3 del Centro di produzione Rai di Saxa Rubra, Roma  |
| 31ª      | 5 settembre 2016  | 9 giugno 2017  | Franco Di Mare      | Franco Di Mare      | Franco Di Mare        | Francesca Fialdini  | Francesca Fialdini      | Antonia Varini        | Antonia Varini        | Umberto Broccoli   | Studio 3 del Centro di produzione Rai di Saxa Rubra, Roma  |
| 32ª      | 11 settembre 2017 | 1º giugno 2018 | Franco Di Mare      | Franco Di Mare      | Franco Di Mare        | Benedetta Rinaldi   | Benedetta Rinaldi       | Antonia Varini        | Antonia Varini        | –                  | Studio 3 del Centro di produzione Rai di Saxa Rubra, Roma  |
| 33ª      | 10 settembre 2018 | 14 giugno 2019 | Franco Di Mare      | Franco Di Mare      | Franco Di Mare        | Benedetta Rinaldi   | Benedetta Rinaldi       | Antonia Varini        | Antonia Varini        | –                  | Studio 3 del Centro di produzione Rai di Saxa Rubra, Roma  |
| 34ª      | 9 settembre 2019  | 26 giugno 2020 | Roberto Poletti     | Roberto Poletti     | Roberto Poletti       | Valentina Bisti     | Barbara Capponi         | Antonia Varini        | Antonia Varini        | –                  | Studio 3 del Centro di produzione Rai di Saxa Rubra, Roma  |
| 35ª      | 7 settembre 2020  | 25 giugno 2021 | Marco Frittella     | Marco Frittella     | Barbara Capponi       | Monica Giandotti    | Monica Giandotti        | Antonia Varini        | Antonia Varini        | –                  | Studio 3 del Centro di produzione Rai di Saxa Rubra, Roma  |
| 36ª      | 14 settembre 2021 | 3 giugno 2022  | Marco Frittella     | Marco Frittella     | Marco Frittella       | Monica Giandotti    | Monica Giandotti        | Antonia Varini        | Antonia Varini        | –                  | Studio 3 del Centro di produzione Rai di Saxa Rubra, Roma  |
| 37ª      | 12 settembre 2022 | 16 giugno 2023 | Massimiliano Ossini | Massimiliano Ossini | Massimiliano Ossini   | Massimiliano Ossini | Massimiliano Ossini     | Antonia Varini        | Antonia Varini        | –                  | Studio 3 del Centro di produzione Rai di Saxa Rubra, Roma  |
| 38ª      | 11 settembre 2023 | 31 maggio 2024 | Massimiliano Ossini | Massimiliano Ossini | Massimiliano Ossini   | Daniela Ferolla     | Daniela Ferolla         | Antonia Varini        | Antonia Varini        | Domenico Marocchi  | Studio 3 del Centro di produzione Rai di Saxa Rubra, Roma  |
| 39ª      | 9 settembre 2024  | 30 maggio 2025 | Massimiliano Ossini | Massimiliano Ossini | Massimiliano Ossini   | Daniela Ferolla     | Daniela Ferolla         | Antonia Varini        | Antonia Varini        | Domenico Marocchi  | Studio 3 del Centro di produzione Rai di Saxa Rubra, Roma  |

## Conduttori
La prima edizione di Unomattina era condotta da Piero Badaloni e Elisabetta Gardini. Per la seconda e la terza la Gardini viene sostituita da Livia Azzariti, che diventerà il volto del programma per 10 edizioni consecutive: dalla quarta alla settima in co-conduzione con Puccio Corona, nell'ottava con Paolo Di Giannantonio, nella nona e decima con Luca Giurato (protagonista di svariate gaffe) e nell'undicesima edizione con Ludovico Di Meo, Maria Teresa Ruta, Melba Ruffo e Stefano Ziantoni.
Dal 1997 il programma è condotto da Antonella Clerici, in coppia dapprima con Maurizio Losa e poi con Luca Giurato. La trasmissione viene affidata a Luca Giurato e Paola Saluzzi dal 2000 al 2002. Nell'edizione successiva, Giurato viene invece affiancato da Roberta Capua, che condurrà il programma con Marco Franzelli fino al 2004. Dal 2004 al 2011 la trasmissione vede la conduzione di Eleonora Daniele, in co-conduzione prima con Franco Di Mare, poi nuovamente con Luca Giurato e infine con Michele Cucuzza.
Dal 2011 al 2014 Elisa Isoardi conduce due edizioni con Franco Di Mare e una con Duilio Giammaria. Di Mare poi tornerà alla guida del programma per altre cinque edizioni, con Francesca Fialdini (2014-2017) e Benedetta Rinaldi (2017-2019).
Nella stagione 2019-2020, il programma è condotto da Valentina Bisti e Roberto Poletti, conduttori della precedente edizione estiva. Nelle due stagioni successive la trasmissione è condotta da Marco Frittella (2020-2022) e Monica Giandotti.
Dal 2022 il programma è condotto da Massimiliano Ossini (già conduttore della precedente edizione estiva insieme a Maria Soave), il quale diventa il primo a condurre il programma in solitaria, mentre dalla successiva stagione 2023-2024 si torna alla doppia conduzione, con il confermato Ossini che viene affiancato da Daniela Ferolla. La stessa coppia di conduttori è confermata alla conduzione del programma anche per la stagione successiva.

## Sigla
Originariamente la sigla era cantata. Il testo, scritto da Michele Guardì, diceva: Quando in cielo c'è ancora la luna, Unomattina arriva sicura, porta notizie in tempo reale, con la famiglia le puoi commentare. Segui attento, ti devi informare, su questi amici puoi sempre contare, la colazione diventa speciale, sveglia sveglia, Unomattina, buongiorno TV. Dalla seconda stagione (1987-1988) viene cantata sempre l'ultima parola: Unomattina. La sigla della trasmissione è cantata da Danilo Amerio e Laura Landi, ai quali dall'edizione 2005-2006 si aggiunge anche Marianna Brusegan.
Nelle edizioni 2000-2001 e 2013-2014 il programma utilizzava una sigla diversa da quella storica, nel secondo caso la canzone Radio Ga Ga dei Queen. Inoltre esclusivamente nella stagione 2000-2001 il programma aveva cambiato titolo in Raiuno Mattina.

## Ascolti
| Edizione | Rete televisiva | Anno      | Orario     | Durata     | Programmazione | Programmazione | Programmazione | Programmazione | Programmazione | Programmazione | Programmazione | Telespettatori | Share  |
| Edizione | Rete televisiva | Anno      | Orario     | Durata     | L              | M              | M              | G              | V              | S              | D              | Telespettatori | Share  |
| -------- | --------------- | --------- | ---------- | ---------- | -------------- | -------------- | -------------- | -------------- | -------------- | -------------- | -------------- | -------------- | ------ |
| 12ª      | Rai 1           | 1997-1998 | –          | –          |                |                |                |                |                |                |                | –              | 36,29% |
| 25ª      | Rai 1           | 2010-2011 | –          | –          | 1 137 000      | 24,04%         |                |                |                |                |                |                |        |
| 26ª      | Rai 1           | 2011-2012 | 6:45-10:00 | 195 minuti | 1 094 000      | 22,16%         |                |                |                |                |                |                |        |
| 27ª      | Rai 1           | 2012-2013 | 6:45-10:00 | 195 minuti | 1 032 000      | 20,42%         |                |                |                |                |                |                |        |
| 28ª      | Rai 1           | 2013-2014 | 6:45-9:55  | 118 minuti | 916 000        | 18,01%         |                |                |                |                |                |                |        |
| 29ª      | Rai 1           | 2014-2015 | 6:45-9:55  | 118 minuti | 943 000        | 18,57%         |                |                |                |                |                |                |        |
| 30ª      | Rai 1           | 2015-2016 | 6:45-9:55  | 118 minuti | 940 000        | 19,01%         |                |                |                |                |                |                |        |
| 31ª      | Rai 1           | 2016-2017 | 6:45-9:55  | 118 minuti | 891 000        | 18,04%         |                |                |                |                |                |                |        |
| 32ª      | Rai 1           | 2017-2018 | 6:45-9:55  | 118 minuti | 983 000        | 18,81%         |                |                |                |                |                |                |        |
| 33ª      | Rai 1           | 2018-2019 | 6:45-9:55  | 118 minuti | 940 000        | 17,96%         |                |                |                |                |                |                |        |
| 34ª      | Rai 1           | 2019-2020 | 6:45-9:50  | 115 minuti | 978 000        | 16,99%         |                |                |                |                |                |                |        |
| 35ª      | Rai 1           | 2020-2021 | 6:45-9:50  | 115 minuti | 1 013 000      | 17,11%         |                |                |                |                |                |                |        |
| 36ª      | Rai 1           | 2021-2022 | 7:10-9:50  | 160 minuti | 987 000        | 17,04%         |                |                |                |                |                |                |        |
| 36ª      | Rai 1           | 2021-2022 | 8:55-9:55  | 55 minuti  |                |                |                |                |                |                |                |                |        |
| 37ª      | Rai 1           | 2022-2023 | 8:55-9:55  | 55 minuti  |                |                |                |                |                |                |                |                |        |
| 38ª      | Rai 1           | 2023-2024 | 8:32-9:55  | 78 minuti  |                |                |                |                |                |                |                |                |        |
| 39ª      | Rai 1           | 2024-2025 | 8:32-9:55  | 78 minuti  |                |                |                |                |                |                |                |                |        |

## Unomattina Estate
Unomattina Estate è lo spin-off estivo di Unomattina, in onda dal 22 giugno 1992.

## Spin-off
- Azienda Italia, Intorno a noi: in onda dal 1986 al 1988. Conduce Sabina Ciuffini con Alessandro Cecchi Paone nella stagione 1986-1987 e con Giosuè Boetto Cohen nella stagione 1987-1988.
- Utile e futile: in onda dal 1993 al 1995. Conduce Monica Leofreddi. Nella stagione 1994-1995, con l'arrivo di Sebastiano Somma insieme alla Leofreddi, cambia nome in Utile e futile vi invita tutti a tavola.
- Di che segno siamo?: in onda per tre edizioni dal 1994 al 1996 in prima serata al mese di dicembre, vedeva come protagonista l'astrologo Branko impegnato a raccontare le previsioni astrologiche per il nuovo anno. La prima edizione fu trasmessa il 29 dicembre 1994 dagli studi RAI di Saxa Rubra con la conduzione di Livia Azzariti, Luca Giurato e Pino Strabioli; la seconda fu trasmessa il 27 dicembre 1995 dal teatro Vespasiano di Rieti con i medesimi conduttori della precedente edizione; la terza, infine, fu trasmessa il 29 dicembre 1996 dal Teatro Centrale di Sanremo con la conduzione di Livia Azzariti, Elisabetta Gardini, Melba Ruffo e Maria Teresa Ruta.
- Verde mattina: in onda dal 1994 al 1998. Conducono Luca Sardella e Janira Majello. La prima edizione (1994-1995) andava in onda solo di sabato.Va in onda anche nella versione estiva dal 1994 al 1996
- La vecchia fattoria: in onda dal 1998 al 2001. Conducono Luca Sardella e Janira Majello.
- SOS Unomattina: in onda nella stagione 2002-2003. Conduce Roberta Capua.
- Unomattina Sabato e Domenica: in onda dal 2002 al 2004. Conduce Livia Azzariti con Gian Piero Galeazzi nella stagione 2002-2003 e con Antonio Lubrano, Sonia Grey e Franco Di Mare nella stagione 2003-2004.
- Unomattina Weekend: in onda nella stagione 2009-2010. Conducono Sonia Grey, Fabrizio Gatta, Vira Carbone e Marta Flavi.
- Il caffè: in onda dal 2011 (dal 2011 al 2014 con il titolo Unomattina Caffè mentre dal 2014 al 2022 con il titolo Il caffè di Raiuno). Precedeva la trasmissione quotidiana di Unomattina, mentre dal 2016 va in onda solo il sabato. Dal 2011 al 2019 la conduzione è di Guido Barlozzetti e Cinzia Tani, nell'edizione 2019-2020 di Lisa Marzoli e Andrea Velardi, dal 2020 al 2022 di Pino Strabioli e Roberta Ammendola e dal 2022 in solitaria di Pino Strabioli. È andata in onda anche la versione estiva dal 2012 al 2015 e dal 2018 al 2020.
- Storie italiane: in onda dal 2011. Conduce Eleonora Daniele dal 2013, prima condotto da Georgia Luzi e Savino Zaba. Fino al 2014 si chiamava Unomattina Storie vere, mentre dal 2014 al 2017 era semplicemente Storie vere.
- Unomattina Occhio alla spesa: in onda nella stagione 2012-2013, anche se già dal 2002 senza il marchio Unomattina. A seguito del licenziamento del conduttore Alessandro Di Pietro, dall'8 aprile viene sostituito da Unomattina Verde.
- Unomattina Rosa: in onda nella stagione 2012-2013.
- Buongiorno benessere: in onda dal 2014. Conduce Vira Carbone. Nella prima stagione va in onda di domenica, dalla seconda di sabato.
- Unomattina Verde: in onda da fine stagione 2013, in sostituzione di Unomattina Occhio alla spesa, al 2014. Conduce Elisa Isoardi con Franco Di Mare nella prima edizione e con Massimiliano Ossini nella seconda.
- Unomattina Magazine: in onda nella stagione 2013-2014. Conduce Lorella Landi.
- Buono a sapersi: in onda dal 2014 al 2018. Conduce Elisa Isoardi. Ogni stagione ha avuto un nome diverso: A conti fatti (2014-2015), A conti fatti - La parola a voi (2015-2016) e Tempo & denaro (2016-2017).

## Puntate speciali diUnomattina
In caso di eventi straordinari o di un certo spessore, la trasmissione va in onda con puntate speciali. In tali occasioni si protrae oltre il consueto orario di programmazione, spesso arrivando a precedere di pochi minuti l'edizione diurna del TG1. 
| Messa in onda      | Conduzione       | Conduzione            | Conduzione         | Conduzione                         | Tema                                                     | Ascolti        | Ascolti | Ospiti |
| Messa in onda      | Conduzione       | Conduzione            | Conduzione         | Conduzione                         | Tema                                                     | Telespettatori | Share   | Ospiti |
| ------------------ | ---------------- | --------------------- | ------------------ | ---------------------------------- | -------------------------------------------------------- | -------------- | ------- | --- |
| 16 giugno 1987     | Piero Badaloni   | Conduttori del GR2    | Elisabetta Gardini | Elisabetta Gardini                 | Risultati delle elezioni politiche                       | –              | –       | – |
| 10 novembre 1989   | Puccio Corona    | Conduttori del GR2    | Livia Azzariti     |                                    | Crollo del Muro di Berlino                               | –              | –       | – |
| 16 gennaio 1991    | Puccio Corona    | Enrico Papi           | Livia Azzariti     | Beppe Bigazzi                      | Guerra del Golfo                                         | –              | –       | – |
| 7 aprile 1992      | Puccio Corona    | Enrico Papi           | Livia Azzariti     |                                    | Risultati delle elezioni politiche                       | –              | –       | – |
| 29 marzo 1994      | Puccio Corona    | Pino Strabioli        | Livia Azzariti     | Risultati delle elezioni politiche |                                                          | –              | –       | – |
| 22 aprile 1996     | Luca Giurato     | Pino Strabioli        | Livia Azzariti     | Beppe Bigazzi                      | Risultati delle elezioni politiche                       | –              | –       | – |
| 14 marzo 2001      | Luca Giurato     | Paola Saluzzi         | Paola Saluzzi      | Paola Saluzzi                      | Risultati delle elezioni politiche                       | –              | –       | – |
| 20 marzo 2003      | Luca Giurato     | Luca Giurato          | Roberta Capua      | Roberta Capua                      | Guerra in Iraq                                           | –              | –       | – |
| 12 novembre 2003   | Marco Franzelli  | Caterina Balivo       | Roberta Capua      | Roberta Capua                      | Attentati di Nāsiriya                                    | –              | –       | – |
| 12 marzo 2004      | Marco Franzelli  | Caterina Balivo       | Roberta Capua      | Roberta Capua                      | Attentati di Madrid \|                                   | –              | –       | – |
| 11 aprile 2006     | Luca Giurato     | Eleonora Daniele      | Monica Maggioni    | Monica Maggioni                    | Risultati delle elezioni politiche                       | –              | –       | – |
| 6 novembre 2007    | Luca Giurato     | Duilio Giammaria      | Eleonora Daniele   | Elisa Anzaldo                      | Morte di Enzo Biagi                                      | –              | –       | Gianni Riotta |
| 15 aprile 2008     | Luca Giurato     | Duilio Giammaria      | Eleonora Daniele   | Elisa Anzaldo                      | Risultati delle elezioni politiche                       | –              | –       | – |
| 26 febbraio 2013   | Franco di Mare   | Paolo Di Giannantonio | Elisa Isoardi      | Elisa Isoardi                      | Risultati delle elezioni politiche                       | 1 688 000      | 24,35%  | – |
| 4 ottobre 2013     | Duilio Giammaria | Paolo Di Giannantonio | Elisa Isoardi      | Elisa Isoardi                      | Lutto nazionale per i morti di Lampedusa                 | 2 186 000      | 15,01%  | – |
| 26 maggio 2014     | Duilio Giammaria | Paolo Di Giannantonio | Elisa Isoardi      | Elisa Isoardi                      | Risultati delle elezioni politiche amministrative        | 1 194 000      | 18,69%  | – |
| 15 novembre 2015   | Franco di Mare   | Francesca Fialdini    | Antonia Varini     | Umberto Broccoli                   | Attentati di Parigi del 13 novembre 2015                 | 1 681 000      | 26,48%  | – |
| 18 novembre 2015   | Franco di Mare   | Francesca Fialdini    | Antonia Varini     | Umberto Broccoli                   | Attentati di Parigi del 13 novembre 2015                 | 1 032 000      | 18,32%  | – |
| 20 novembre 2015   | Franco di Mare   | Francesca Fialdini    | Antonia Varini     | Umberto Broccoli                   | Attentato al Radisson Blu di Bamako                      | 1 573 000      | 16,02%  | – |
| 24 novembre 2015   | Franco di Mare   | Francesca Fialdini    | Antonia Varini     | Umberto Broccoli                   | Funerali di Valeria Solesin                              | 2 041 000      | 15,74%  | – |
| 27 novembre 2015   | Franco di Mare   | Francesca Fialdini    | Antonia Varini     | Umberto Broccoli                   | Funerali delle vittime degli attentati di Parigi         | 1 250 000      | 11,66%  | – |
| 22 marzo 2016      | Franco di Mare   | Francesca Fialdini    | Antonia Varini     | Umberto Broccoli                   | Attentati di Bruxelles                                   | 1 764 000      | 18,61%  | – |
| 9 novembre 2016    | Franco di Mare   | Francesca Fialdini    | Antonia Varini     | Umberto Broccoli                   | Risultati delle elezioni presidenziali negli Stati Uniti | 1 297 000      | 20,89%  | – |
| 2 dicembre 2016    | Franco di Mare   | Francesca Fialdini    | Antonia Varini     | Umberto Broccoli                   | Risultati del referendum costituzionale                  | 897 000        | 18,1%   | – |
| 5 dicembre 2016    | Franco di Mare   | Francesca Fialdini    | Antonia Varini     | Umberto Broccoli                   | Risultati del referendum costituzionale                  | 1 216 000      | 20,5%   | – |
| 22 dicembre 2016   | Franco di Mare   | Francesca Fialdini    | Antonia Varini     | Umberto Broccoli                   | 30º anniversario di Unomattina                           | 921 000        | 18%     | Piero Badaloni, Elisabetta Gardini, Livia Azzariti, Luca Giurato, Eleonora Daniele, Elisa Isoardi, Papa Francesco |
| 21-22 gennaio 2017 | Franco di Mare   | Francesca Fialdini    | Antonia Varini     | Umberto Broccoli                   | Valanga di Rigopiano                                     | 2 248 000      | 29%     | – |
| 23 maggio 2017     | Franco di Mare   | Francesca Fialdini    | Antonia Varini     | Umberto Broccoli                   | 25º anniversario dalla Strage di Capaci                  | 855 000        | 18,7%   | Sergio Mattarella, Piero Grasso, Marco Minniti, Valeria Fedeli, Rosy Bindi e Maria Falcone                        |
| 5 marzo 2018       | Franco di Mare   | Benedetta Rinaldi     | Antonia Varini     | –                                  | Risultati delle elezioni politiche                       | 1 680 000      | 24%     | – |
| 26 marzo 2018      | Franco di Mare   | Benedetta Rinaldi     | Antonia Varini     | –                                  | Morte di Fabrizio Frizzi                                 | 1 662 000      | 29,9%   | – |
| 28 marzo 2018      | Franco di Mare   | Benedetta Rinaldi     | Antonia Varini     | –                                  | Morte di Fabrizio Frizzi                                 | 5 524 000      | 35,7%   | – |
| 5 novembre 2020    | Marco Frittella  | Monica Giandotti      | Antonia Varini     | –                                  | Morte di Gigi Proietti                                   | 2 667 000      | 27,3%   | – |
| 13 settembre 2021  | Marco Frittella  | Monica Giandotti      | Antonia Varini     | –                                  | Il meglio dell'edizione 2020-2021                        | 919 000        | 18,59%  | – |

## Riconoscimenti
Il programma ha ricevuto il premio Biagio Agnes nell'edizione 2017 in occasione dei trent'anni di trasmissione.